# Чорноморець (Новоросійськ)
ФК «Чорномо́рець» Новоросі́йськ — російський футбольний клуб з міста Новоросійськ. Виступає в першості Футбольної Національної Ліги. Один із найстаріших російських клубів засновано 1907 року, розформовано 1917 року й відновлено 1960 року.

## Попередні назви команди
Команду засновано 1907, розформовано 1917, відновлено 1960.
- 1907—1930 — «Олімпія»
- 1931—1941 — «Динамо»
- 1945—1957 — «Будівник» (рос. «Строитель»)
- 1960—1969 — «Цемент»
- 1970 — «Труд»
- 1978—1991 — «Цемент»
- 1992—1993 — «Гекрис»
- 1993—2004 — «Чорноморець»
- 2005 — ФК Новоросійськ
- С 2006 — «Чорноморець»

## Історія
Клуб засновано 1907 року. Почав грати в чемпіонатах СРСР 1960 року, до 1978 року виступав у класі «Б» чемпіонату СРСР. До розпаду СРСР грав у другій лізі.
При формуванні нового чемпіонату Росії здобув право виступати в першому дивізіоні, де на другий сезон став переможцем Західної зони, але не зміг у перехідному турнірі ввійти до трійки. 1994 року знов став переможцем дивізіону вже за новим регламентом, без поділу на зони та здобув право грати в еліті російського футболу.
«Чорноморець» виступав у Вищій лізі до 2001 року. Найвище місце, яке вдалося посісти — шосте, 1997 та 2000, це дозволило клубу виступити в Кубку УЄФА сезону 2001/02. Однак у першому ж раунді Чорноморець вибила іспанська «Валенсія», результати матчів 0:1, 0:5. Крім того, у першості клуб також виступив невдало, й сезон було завершено на останньому місці.
2002 року «Чорноморець» знову виграє чемпіонат першого дивізіону, а наступного року знову не може закріпитись у вищій лізі, зате по ходу сезону доходить до фіналу Кубку РФПЛ, єдиний розіграш якого відбувся того року. 2005 року клуб позбавлено ліцензії. Перейменований в ФК «Новоросійськ», клуб виступав у любительській лізі й, вигравши змагання зони «Південь», знову здобув право виступати в другому дивізіоні. 2007 року «Чорноморець» посів перше місце в зоні «Південь» другого дивізіону та просунувся до першого дивізіону, де закріпитися не зміг і за підсумками сезону 2009 клуб знов повернувся до другого дивізіону. 2010 року, який клуб провів у зоні «Південь» другого дивізіону, команда за три тури до фінішу забезпечила собі перше місце й вихід до першого дивізіону.
Також 2010 року «Чорноморець» став переможцем Кубку ПФЛ серед переможців зон другого дивізіону, який після розформування ПФЛ залишився у клубі на постійній основі.

## Символіка

### Кольори клубу
| Синій | Білий | Чорний |

### Технічний спонсор
Технічний спонсор клубу — компанія Umbro. З 2010 року технічний спонсор Adidas.

### Емблема клубу
Емблема клубу протягом його тривалої історії неодноразово змінювалася. Варіант емблеми 1907 року, якщо він й існував, не зберігся досьогодні. Емблема — Андріївський прапор із написом «Чорноморець» (Новоросійськ).

Прапор ФК «Чорноморець»

### Офіційний гімн клубу
Слова та музика: В'ячеслав Морський

Трибуны полные забиты до отказа,

И стадион такой родной и сердцу близкий!

Стихия спорта породнила всех нас разом,

И снова радует футбол новороссийский!

Приспів:

Наш «Черноморец» в атаку рвётся!

Наш «Черноморец» — вдохновение игры!

Ребята, надо за победу побороться!

Команда и мы — одна семья!

Мы вам поверили не зря,

Мы ждём голы, мы ждём голы!

Нам потом-кровью все победы достаются,

И равнодушным просто нет в игре пощады!

Нет сил, и стали двухпудовыми вдруг бутсы

Забейте гол и нет достойнее награды!

Приспів.

И на войне была смертельная усталость,

Но черноморцы не привыкли отступать!

За пядь земли дрались, за самую за малость!

За черноморскую победу в бой опять!

Приспів.

### Суперники
Принциповими суперниками «Чорноморця» традиційно є «Кубань» Краснодар. Також особливий інтерес завжди викликають ігри проти столичних команд. З усіма іншими російськими клубами відносини нейтральні.

## Досягнення

### В СРСР
- Чемпіон РРФСР (1): 1988
- Володар Кубку РРФСР (1): 1988
- 1-ше місце в зоні другої ліги (3): 1969, 1988, 1989
- 1/16 фіналу в Кубку СРСР (2) : 1989/90, 1991/92

### У Росії
- 6-те місце у вищому дивізіоні (2): 1997, 2000
- 1-ше місце в першому дивізіоні (2): 1993, 1994
  - 2-ге місце в першому дивізіоні (вихід до вищого дивізіону) (1): 2002
  - 3-тє місце в першому дивізіоні (1): 1992
- 1-ше місце у другому дивізіоні (2): 2007, 2010
  - 3-тє місце у другому дивізіоні (1): 2006
- Володар Кубку ПФЛ (1): 2010
- Вихід до 1/4 фіналу Кубку Росії (1): 1993/94
- Вихід до фіналу Кубку Прем'єр-ліги (1): 2003
- Чемпіон Росії серед любителів (1): 2005
- Чемпіон ЛФЛ, зона «Південь» (1): 2005

### У Європі
- Участь в 1/64 фіналу Кубку УЄФА (1): 2001/02

## Керівництво клубу
- Володимир Синяговський — президент
- Олександр Поєздник — голова ради директорів
- Олександр Гапоненко — помічник генерального директора з безпеки
- Віталій Бут — генеральний директор (листопад 2010 - лютий 2011)
- Анатолій Шмачков — генеральний директор (з 10 лютого 2011)[1]
- Сергій Шахвердов — прес-аташе

## Персонал клубу

### Основний склад
- Хазрет Дишеков — головний тренер
- Борис Пузіков — тренер
- Володимир Попов — начальник команды
- Ігор Черній — тренер воротарів
- Сергій Бурдін — адміністратор
- Оник Пашинян — лікар
- Віктор Кандибин — масажист
- Сергій Шахвердов — відеооператор

### Молодіжний склад
- Альберт Догузов — головний тренер

## Статистика виступів

### Чемпіонат і Кубок СРСР
| Сезон | Чемпіонат, ліга                             | Місце | І  | В  | Н  | П  | М     | О  | Кубок  |
| ----- | ------------------------------------------- | ----- | -- | -- | -- | -- | ----- | -- | ------ |
| 1960  | Клас «Б» СРСР, РРФСР, 3 зона                | 12    | 26 | 5  | 5  | 16 | 23-46 | 15 |        |
| 1961  | Клас «Б» СРСР, РРФСР, 4 зона                | 7     | 24 | 9  | 6  | 9  | 30-33 | 24 | 1\128  |
| 1962  | Клас «Б» СРСР, РРФСР, 3 зона                | 13    | 28 | 7  | 9  | 12 | 27-41 | 23 | 1\128  |
| 1963  | Клас «Б» СРСР, РРФСР, 3 зона                | 13    | 30 | 8  | 9  | 13 | 26-37 | 25 | 1\1024 |
| 1964  | Клас «Б» СРСР, РРФСР, 4 зона                | 10    | 34 | 10 | 13 | 11 | 38-43 | 33 | 1\256  |
| 1965  | Клас «Б» СРСР, РРФСР, 3 зона                | 4     | 38 | 17 | 13 | 8  | 45-29 | 47 | 1\1024 |
| 1965  | Клас «Б» СРСР, РРФСР, Півфінал Саратов      | 3     | 4  | 0  | 2  | 2  | 2-5   | 2  |        |
| 1966  | Клас «Б» СРСР, РРФСР, 4 зона                | 4     | 38 | 17 | 11 | 10 | 42-29 | 45 | 1\16   |
| 1966  | Клас «Б» СРСР, РРФСР, Півфінал Новоросійськ | 1     | 4  | 2  | 2  | 0  | 2-0   | 6  |        |
| 1966  | Клас «Б» СРСР, РРФСР, Фінал Орджонікідзе    | 4     | 3  | 0  | 0  | 3  | 1-7   | 0  |        |
| 1967  | Клас «Б» СРСР, РРФСР, 4 зона                | 10    | 38 | 14 | 10 | 14 | 49-41 | 38 | 1\1024 |
| 1968  | Клас «Б» СРСР, РРФСР, 4 зона                | 7     | 40 | 18 | 11 | 11 | 52-31 | 47 |        |
| 1968  | Клас «Б» СРСР, РРФСР, Півфінал Бєлгород     | 2     | 3  | 2  | 0  | 1  | 5-3   | 4  |        |
| 1969  | Клас «Б» СРСР, РРФСР, 3 зона                | 1     | 34 | 18 | 13 | 6  | 54-21 | 49 |        |
| 1969  | Клас «Б» СРСР, РРФСР, Півфінал Новоросійськ | 1     | 4  | 3  | 0  | 1  | 7-5   | 6  |        |
| 1969  | Клас «Б» СРСР, РРФСР, Фінал Майкоп          | 4     | 5  | 1  | 2  | 2  | 5-6   | 4  |        |
| 1970  | Клас «Б» СРСР, РРФСР, 2 зона, 1 підгрупа    | 18    | 34 | 4  | 10 | 20 | 17-19 | 18 |        |
| 1978  | Друга ліга СРСР, 3 зона                     | 9     | 46 | 18 | 13 | 15 | 49-57 | 49 |        |
| 1979  | Друга ліга СРСР, 3 зона                     | 20    | 48 | 12 | 13 | 23 | 37-65 | 37 |        |
| 1980  | Друга ліга СРСР, 3 зона                     | 9     | 34 | 15 | 6  | 13 | 42-37 | 36 |        |
| 1981  | Друга ліга СРСР, 3 зона                     | 9     | 34 | 12 | 10 | 12 | 33-34 | 34 |        |
| 1982  | Друга ліга СРСР, 3 зона                     | 7     | 32 | 11 | 12 | 9  | 38-33 | 34 |        |
| 1983  | Друга ліга СРСР, 3 зона                     | 7     | 30 | 13 | 5  | 12 | 35-34 | 31 |        |
| 1984  | Друга ліга СРСР, 3 зона                     | 15    | 30 | 7  | 4  | 19 | 19-41 | 18 |        |
| 1985  | Друга ліга СРСР, 3 зона                     | 10    | 30 | 10 | 6  | 14 | 35-39 | 26 |        |
| 1986  | Друга ліга СРСР, 3 зона                     | 10    | 32 | 11 | 10 | 11 | 38-41 | 32 |        |
| 1987  | Друга ліга СРСР, 3 зона                     | 10    | 32 | 11 | 9  | 12 | 34-37 | 31 |        |
| 1988  | Друга ліга СРСР, 3 зона                     | 1     | 39 | 20 | 10 | 9  | 45-32 | 50 |        |
| 1988  | Друга ліга СРСР, Фінал Б                    | 2     | 4  | 1  | 2  | 1  | 4-6   | 4  |        |
| 1989  | Друга ліга СРСР, 3 зона                     | 1     | 42 | 30 | 2  | 10 | 92-32 | 62 |        |
| 1989  | Друга ліга СРСР, Фінал А                    | 3     | 4  | 1  | 1  | 2  | 4-8   | 3  |        |
| 1989  | Друга ліга СРСР, Фінал РРФСР                | 2     | 5  | 4  | 1  | 0  | 16-2  | 9  | 1\16   |
| 1990  | Друга ліга СРСР, Центр                      | 6     | 42 | 19 | 9  | 14 | 66-54 | 47 | 1\32   |
| 1991  | Друга ліга СРСР, Центр                      | 13    | 42 | 16 | 8  | 18 | 70-56 | 40 | 1\16   |

### Чемпіонат і Кубок Росії
| Сезон     | Чемпіонат, ліга                 | Місце | І  | В  | Н  | П  | ГЗ  | ГП | Очки | Кубок | Європа | Європа       | Примітки |
| --------- | ------------------------------- | ----- | -- | -- | -- | -- | --- | -- | ---- | ----- | ------ | ------------ | -------- |
| 1992      | Перша ліга. Зона «Захід»        | 3     | 34 | 18 | 7  | 9  | 63  | 35 | 43   | -     | -      | -            |          |
| 1993      | Перша ліга. Зона «Захід»        | 1     | 42 | 29 | 7  | 6  | 121 | 33 | 65   | 1\64  | -      | -            |          |
| 1993      | Перехідний вищ/перш             | 5     | 5  | 1  | 1  | 3  | 7   | 10 | 3    | 1\64  | -      | -            |          |
| 1994      | Перша ліга. Зона «Захід»        | 1     | 42 | 29 | 7  | 6  | 103 | 31 | 65   | 1\4   | -      | -            |          |
| 1995      | Вища ліга                       | 11    | 30 | 10 | 2  | 18 | 32  | 62 | 32   | 1\32  | -      | -            |          |
| 1996      | Вища ліга                       | 13    | 34 | 11 | 6  | 17 | 38  | 51 | 39   | 1\8   | -      | -            |          |
| 1997      | Вища ліга                       | 6     | 34 | 13 | 14 | 7  | 40  | 26 | 53   | 1\16  | -      | -            |          |
| 1998      | Вища ліга                       | 10    | 30 | 9  | 11 | 10 | 38  | 38 | 38   | 1\16  | -      | -            |          |
| 1999      | Вища ліга                       | 14    | 30 | 7  | 8  | 15 | 30  | 49 | 29   | 1\16  | -      | -            |          |
| 2000      | Вища ліга                       | 6     | 30 | 13 | 10 | 7  | 47  | 28 | 49   | 1\16  | -      | -            |          |
| 2001      | Вища ліга                       | 16    | 30 | 5  | 8  | 17 | 19  | 54 | 23   | 1\16  | КУ     | Перший раунд |          |
| 2002      | Перший дивізіон                 | 2     | 34 | 20 | 10 | 4  | 59  | 29 | 70   | 1\16  | -      | -            |          |
| 2003      | Прем'єр-Ліга                    | 16    | 30 | 6  | 6  | 18 | 30  | 49 | 24   | 1\16  | -      | -            |          |
| 2004      | Перший дивізіон                 | 17    | 42 | 13 | 12 | 17 | 47  | 44 | 51   | 1\16  | -      | -            |          |
| 2005      | ЛФЛ. МРО «ЮФО»                  | 1     | 38 | 35 | 1  | 2  | 126 | 20 | 106  | 1\8   | -      | -            |          |
| 2006      | Другий дивізіон. Зона «Південь» | 3     | 32 | 20 | 7  | 5  | 57  | 61 | 67   | -     | -      | -            |          |
| 2007      | Другий дивізіон. Зона «Південь» | 1     | 28 | 21 | 4  | 3  | 68  | 25 | 67   | 1\256 | -      | -            |          |
| 2008      | Перший дивізіон                 | 9     | 42 | 16 | 13 | 13 | 51  | 31 | 61   | 1\32  | -      | -            |          |
| 2009      | Перший дивізіон                 | 18    | 38 | 8  | 10 | 20 | 31  | 51 | 34   | 1\32  | -      | -            |          |
| 2010      | Другий дивізіон. Зона «Південь» | 1     | 32 | 24 | 4  | 4  | 63  | 20 | 76   | 1\32  | -      | -            | -        |
| 2011/2012 | Перший дивізіон                 | -     | -  | -  | -  | -  | -   | -  | -    | 1/16  | -      | -            | -        |

## Виступ у єврокубках

### Кубок УЄФА
Посівши 6-те місце в чемпіонаті Росії 2000, «Чорноморець» здобув право виступати в Кубку УЄФА, де в першому матчі програв іспанській «Валенсії» з рахунком 0:1; у матчі-відповіді теж програв із рахунком 0:5, за сумою двох ігор далі пройшли іспанці.
| Сезон     | Змагання   | Раунд        | Країна  | Клуб     | Домашній матч | Матч у гостях | Загальний рахунок |
| --------- | ---------- | ------------ | ------- | -------- | ------------- | ------------- | ----------------- |
| 2001—2002 | Кубок УЄФА | Перший раунд | Іспанія | Валенсія | 0:1           | 0:5           | 0:6               |

## Найбільші перемоги та поразки

### Найбільші перемоги

#### Учемпіонаті СРСР
- «Салют» (Бєлгород) — «Цемент» — 0:8 (1989 рік)

#### Укубку СРСР
- «Спартак» Нальчик — «Цемент» — 0:4 (1 червня 1989 року)

#### Учемпіонаті Росії
Прем'єр-Ліга
- «Чорноморець» — «Жемчужина-Сочі» — 4:0 (21 вересня 1995 року)
- «Чорноморець» — «Тюмень» — 4:0 (16 серпня 1997 року)
- «Чорноморець» — Крила Рад (Самара) — 4:0 (17 червня 1998 року)
- «Чорноморець» — «Динамо» (Москва) — 4:0 (1 квітня 2000 року)

Перший дивізіон
- «Чорноморець» — «Уралан» (Еліста) — 8:0 (11 серпня 1993 року)

Другий дивізіон
- «Чорноморець» — «Олімпія» (Волгоград) — 8:0 (17 липня 2007 року)

#### Укубку Росії
- «Чорноморець» — Батайськ-2007 — 4:0 (27 травня 2007 року)

### Найбільші поразки

#### Учемпіонаті СРСР
- «Спартак» (Ставрополь) — «Цемент» — 7:1 (1961 рік)
- «Ростсельмаш» (Ростов-на-Дону) — «Цемент» — 7:1 (1962 рік)

#### Укубку СРСР
- «Цемент» — Чорноморець (Одеса) — 0:3 (4 вересня 1991 року)

#### Учемпіонаті Росії
Прем'єр-Ліга
- «Уралмаш» (Єкатеринбург) — «Чорноморець» — 6:0 (21 жовтня 1995 року)

Перший дивізіон
- «Волга» (Нижній Новгород) — «Чорноморець» — 4:0 (11 вересня 2009 року)
- «Сибір» (Новосибірськ) — «Чорноморець» — 4:0 (30 вересня 2009 року)

Другий дивізіон
- «СКА (Ростов-на-Дону)» — «Чорноморець» — 3:0 (3 липня 2006 року)

#### Укубку Росії
- «Кавказкабель» (Прохладний) — «Чорноморець»— 2:0 (13 червня 1992 року)
- «Чорноморець» — «Аланія» (Вдадикавказ) — 0:2 (13 квітня 1994 року)
- «Чорноморець» — «Динамо» (Москва) — 0:2 (4 листопада 1995 року)
- «Кубань (Краснодар)» — «Чорноморець»— 4:2 (7 серпня 2000 року)
- «Кубань (Краснодар)» — «Чорноморець»— 2:0 (8 вересня 2001 року)
- «Терек» (Грозний) — «Чорноморець»— 2:0 (14 жовтня 2003 року)

#### У європейських кубках
- «Валенсія» (Іспанія) — «Чорноморець» — 5:0 (2001/2002 рік)

## Рекордсмени клубу
| Найкращі бомбардири клубу        |      |
| Гравець                          | Голи |
| -------------------------------- | ---- |
| Хазрет Жангерійович Дишеков      | 128  |
| Сергій Миколайович Бурдін        | 90   |
| Лев Олександрович Березнер       | 56   |
| Євген Титов                      | 53   |
| В'ячеслав Анатолійович Камольцев | 39   |
| Альберт Асхарович Догузов        | 38   |
| Лев Миколайович Майоров          | 37   |
| Денис Олександрович Попов        | 34   |
| Олег Володимирович Подружко      | 32   |
| Роман Геннадійович Орещук        | 31   |
| Сергій Олександрович Бутенко     | 27   |

| Рекордсмени клубу за матчами  |       |
| Гравець                       | Матчі |
| Лев Миколайович Майоров       | 417   |
| Хазрет Жангерійович Дишеков   | 390   |
| Олександр Васильович Іваненко | 330   |
| Михайло Семизьян              | 326   |
| Аведис Ватульян               | 316   |
| Альберт Асхарович Догузов     | 283   |
| Юрій Рибин                    | 252   |
| Сергій Багдасарян             | 250   |
| Андрій Юрійович Пирогов       | 234   |
| Анатолій Іванович Бутков      | 229   |
| Андрій Миколайович Шкурін     | 228   |

- Найбільшу кількість ігор в офіційних матчах провів Лев Майоров (418).
- Найкращий бомбардир в історії клубу — Хазрет Дишеков (128).
- Рекордсмен за матчами у вищій/прем'єр-лізі: Лев Майоров — 208.
- Найкращий бомбардир у вищій/прем'єр-лізі: Альберт Догузов — 33 голи.

Список гравців, що входили до списку 33 найкращих футболістів чемпіонату Росії.
| #  | Гравець               | Загалом |  | № 1 | № 2 | № 3 |
| -- | --------------------- | ------- |  | --- | --- | --- |
| 1. | Жеррі-Крістіан Тчуйсе | 1       |  | 0   | 1   | 0   |
| 2. | Олександр Призетко    | 1       |  | 0   | 0   | 1   |
| 2. | Лев Березнер          | 1       |  | 0   | 0   | 1   |
|    | Загалом               | 3       |  | 0   | 1   | 2   |

## Відомі гравці
| СРСР/Росія - Георгій В'юн - Валерій Заздравних - Віктор Панченко - Борис Поздняков - Юрій Шевляков - Олексій Березуцький - Володимир Бут - Олександр Бухаров - Євген Варламов - Роман Герус - Костянтин Гордіюк - Василь Іванов - Олег Кузьмин - Володимир Кузьмичов - Іван Левенець - Валерій Масалітін - Денис Машкарін - Едуард Мор - Роман Орещук - Денис Попов - Дмитро Прокопенко - Андрій Саморуков - Бадрі Спандерашвілі - Геннадій Стьопушкін - Олег Терьохін - Олександр Тихоновецький - Артур Тлісов - Ігор Усмінський - Сергій Філіппенков | Україна - Олексій Антюхін - Сергій Беженар - Микола Волосянко - Юрій Грицина - Олександр Гуменюк - Олександр Кірюхін - Максим Левицький - Олександр Призетко - Олександр Свистунов - Анатолій Скворцов - Сергій Снитко | Країни СНД - Лев Майоров - Костянтин Коваленко - Артем Кінцевий - Віталій Ланько - Армен Адамян - Манук Какосьян - Сергій Клещенко - Олександр Коваленко - Жафар Ірисметов | Європа - Юліан Деніце - Йонел Пирву - Міодраг Йованович - Мілан Йович - Павол Павлус - Борис Павич Африка - Баба Адаму - Жеррі-Крістіан Тчуйсе - Альфонс Чамі - Луїс Удон Південна Америка - Рікардо Бовіо - Робсон - Фабіу Коста - Флавіо |

## Відомі тренери
- Олег Долматов (1992—1998)
- Володимир Федотов (1999)
- Анатолій Байдачний (2000—2001)
- Сергій Андрєєв (2001)
- Ігор Гамула (2001—2003,2006)

## Спортивна база
Основна тренувальна база ФК «Чорноморець» Новоросійськ — спортивна база «Чорноморець»
- Адреса — м. Новоросійськ, пр. Леніна, 95а.

## Контактна інформація
- Адреса: 353900, м. Новоросійськ, вул. Рад (рос. ул. Советов), 55

- Інтернет: http://www.chernomorets.ru/
- Офіційний сайт інтернет-уболівальників: http://www.siniy-tuman.ru/

## Цікаві факти
- Півзахисник Олексій Єдунов у матчі 9-го туру чемпіонату Росії з футболу 2009 року в першому дивізіоні з футбольним клубом КАМАЗ (1:0) став автором 1000-го голу «Чорноморця», забитого у ворота суперників, у російській історії клубу.